# Letziturm (Basel)

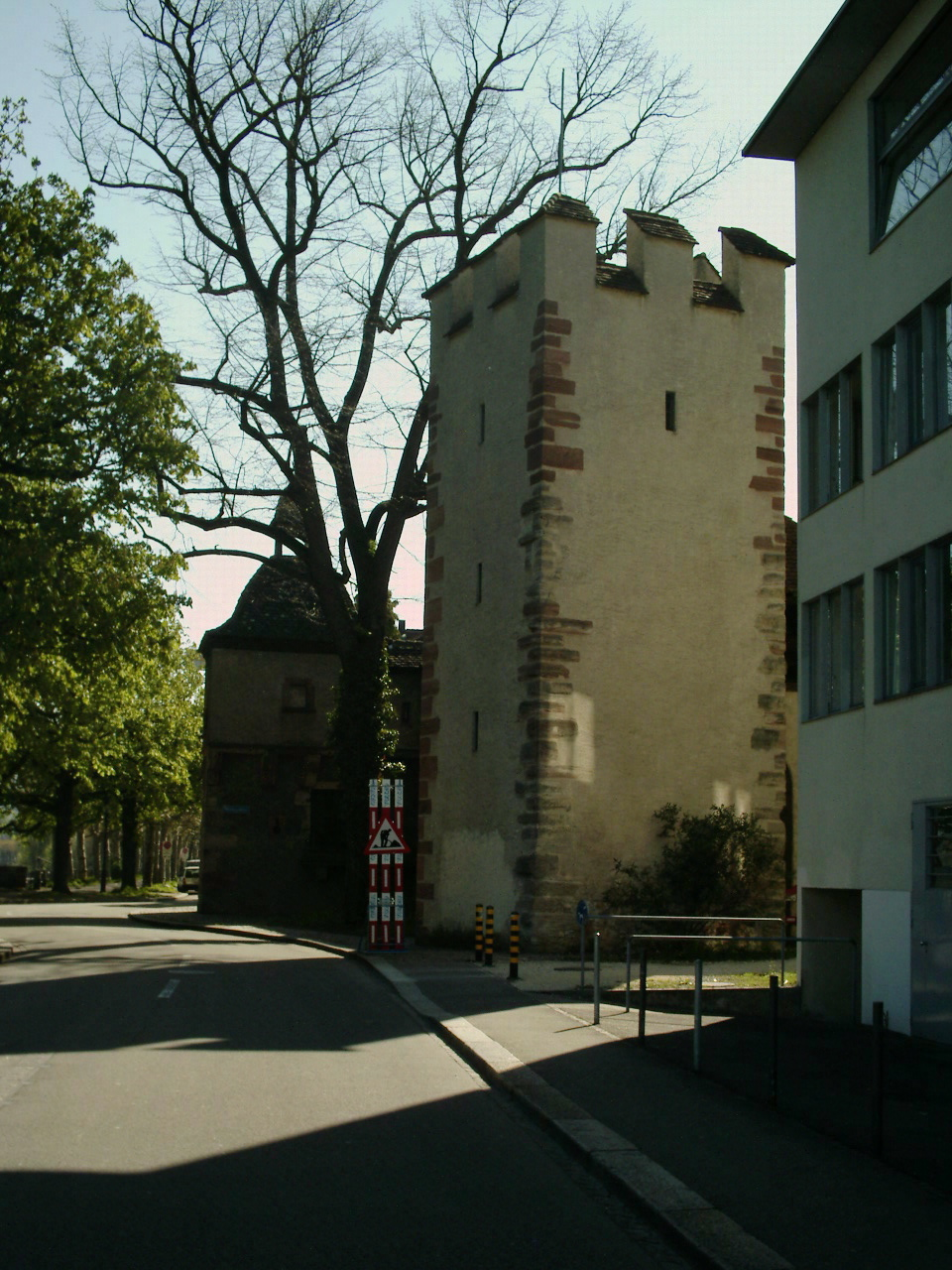
«Äusserer» Letziturm in Basel (im Hintergrund); vorne der wiedererrichtete ursprüngliche Letziturm

Der Letziturm ist der Name zweier nahe beieinander stehender Türme am Ende der einstigen und teils rekonstruierten Basler Stadtmauer im Basler Stadtteil St. Alban.

## Geschichte
Der heute sogenannte äussere Letziturm wurde 1676 im Stadtteil St. Alban im barocken Stil neben dem eigentlichen, bereits im 14. Jahrhundert in der Zeit der Gotik erbauten Letziturm, errichtet. Da der mit Zinnen versehene ältere Turm 1863 abgerissen wurde, „übernahm“ der daneben stehende barocke Turm den Namen und behielt ihn auch, als der alte Letziturm 1978/79 wieder rekonstruiert wurde.
Als 1911 der St.-Alban-Rheinweg aufgeschüttet wurde, verschwand die untere Partie der Letziturmes im Boden; dadurch wirkt er heute viel kleiner als er einst war. Mit dem Rheinweg entstand 1911 auch die Terrasse, welche beim Letziturm in den Rhein ragt. Bis 1940 wurde sie zur Einrichtung der letzten militärischen Wehrbauten an diesem historischen Ort genutzt.

### Name
Die Letzi ist ein geschichtliches Wort für die Grenzschutzwehr, also der Stadtmauer. Ursprünglich bezeichnete man mit Letzi eine altschweizerische militärische Sperre in Tälern (letzen in der Bedeutung von aufhalten).

## Beschreibung
Einst stand der barocke Letziturm direkt am Rheinufer. Im von der Mauerpartie zu betretenden Untergeschoss befinden sich in den ungefähr einen Meter dicken Grundmauern drei Schlüsselscharten, aus denen sowohl über den Fluss als auch stromaufwärts und stromabwärts auf den anrückenden Feind geschossen werden konnte. Im Obergeschoss befindet sich eine Kammer mit einfachen Schlüsselscharten und drei kleinen Fenstern. Den Abschluss bildet ein Haubendach, das auf allen vier Seiten glockenförmig geschwungen ist. Vier Holzsäulen, im Inneren auf der Höhe des Dachsimses beginnend, ragen über die Dachspitze heraus und bilden ein kleines Glockentürmchen, das ebenfalls mit einem Haubendach versehen ist (siehe Laterne).